# Adékambi Olufadé
Adékambi Olufadé (Lomé, 1980. január 7.  – ) togói válogatott labdarúgó, csatár. 

## Pályafutása

### Klubcsapatokban
Loméban született, Togóban. Pályafutását 1998-ban a togói Dynamic Togolais csapatában kezdte. 2000-ben a guineai Satellite FC-ben szerepelt. 2000-ben Belgiumba szerződött a KSC Lokeren együtteséhez, ahol egy évet töltött. A 2001–02-es szezonban a Lille játékosa volt Franciaországban. 2002 és 2003 között az OGC Nice csapatát erősítette. 2003-ban visszatért Belgiumba a Charleroi együtteséhez, ahol egy évig játszott. 2004 és 2006 között a katari Esz-Szaílija labdarúgója volt. 2006-tól 2010-ben a belga Gent színeiben 77 bajnokin lépett pályára és 33 alkalommal volt eredményes. 2011-ben a Charleroi tagjaként fejezte be a pályafutását. 

### A válogatottban
1997 és 2010 között 38 alkalommal szerepelt a togói válogatottban és 9 gólt szerzett. Részt vett a 2006-os világbajnokságon, ahol Franciaország ellen csereként lépett pályára. A Svájc és a Dél-Korea elleni mérkőzéseken nem kapott lehetőséget.
Részt vett a 2002-es és a 2006-os afrikai nemzetek kupáján is.